# ルジャンドル多項式
ルジャンドル多項式（ルジャンドルたこうしき、英: Legendre polynomial）とは、ルジャンドルの微分方程式を満たすルジャンドル関数のうち次数が非負整数のものを言う。直交多項式の一種である。

## 定義
解析学においてルジャンドルの微分方程式
{\displaystyle {\mathrm {d}  \over \mathrm {d} x}\left[(1-x^{2}){\mathrm {d}  \over \mathrm {d} x}f(x)\right]+\lambda (\lambda +1)f(x)=0}
（λ は任意の複素数とする）は標準的な冪級数法を用いて解けることが知られており、その解は一般にルジャンドル関数と呼ばれる（何れもアドリアン＝マリ・ルジャンドルに名を因む）。この方程式は x = ±1 に確定特異点を持つから、一般には原点の周りでの級数解の収束半径は 1 である。
λ が非負整数 n = 0, 1, 2, … のときの解は x = ±1 の両点においても正則であり、かつ級数は途中で止まって多項式となる。さらに 、x = 1 において値 1 を取るという初期条件を課すと、解は一意に定まる。これを n次のルジャンドル多項式と呼び、普通は Pn(x) と記す。また、全ての非負整数についての n次のルジャンドル多項式全体が成す関数族を総称的にルジャンドル多項式と呼ぶ。ルジャンドル多項式は後述する関数空間の内積に関して直交系を成す。ただし、この内積についての各 Pn(x) の大きさは 1 ではないため (これは Pn(1) = 1 という初期条件を課したためである)、正規直交系にはなっていない点は注意を要する。各ルジャンドル多項式 Pn(x) は n次多項式で、ロドリゲスの公式
{\displaystyle P_{n}(x)={1 \over 2^{n}n!}{\mathrm {d} ^{n} \over \mathrm {d} x^{n}}\left[(x^{2}-1)^{n}\right]}
で表すことができる。

n = 5 までのルジャンドル多項式のグラフ

ルジャンドル多項式がルジャンドルの微分方程式を満たすことは、恒等式
{\displaystyle (x^{2}-1){\frac {\mathrm {d} }{\mathrm {d} x}}(x^{2}-1)^{n}=2nx(x^{2}-1)^{n}}
の両辺を n + 1  回微分して、高階微分に関する一般ライプニッツ則を適用すればわかる。各ルジャンドル多項式 Pn は以下のテイラー級数
の係数として定義することもできる。この母函数は物理学において多重極展開に利用される。

### 帰納的定義
上記の式 (1) で与えられたテイラー展開の最初の 2 項から、最初の 2 つのルジャンドル多項式が
{\displaystyle P_{0}(x)=1,P_{1}(x)=x}
となることがわかる。残りの多項式を得るのには、上記のテイラー展開を直截に計算するよりも、ボネの漸化式
{\displaystyle (n+1)P_{n+1}(x)=(2n+1)xP_{n}(x)-nP_{n-1}(x)}
を用いるのが適当である。この漸化式は、式 (1) の両辺を t に関して微分したものを整理して得られる等式
{\displaystyle {\frac {x-t}{\sqrt {1-2xt+t^{2}}}}=(1-2xt+t^{2})\sum _{n=1}^{\infty }nP_{n}(x)t^{n-1}}
の分母に現れる平方根を式 (1) で置き換えて、t の冪に対する係数比較を行えば得られる。漸化式に初期条件としてすでに得られている P0, P1 を当てはめれば、全てのルジャンドル多項式が帰納的に生成される。
漸化式を解いて陽に表せば 
{\displaystyle {\begin{aligned}P_{n}(x)&={\frac {1}{2^{n}}}\sum _{k=0}^{n}{n \choose k}^{2}(x-1)^{n-k}(x+1)^{k}\\&=\sum _{k=0}^{n}{n \choose k}{-n-1 \choose k}\left({\frac {1-x}{2}}\right)^{k}\\&=2^{n}\cdot \sum _{k=0}^{n}x^{k}{n \choose k}{{\frac {n+k-1}{2}} \choose n}\end{aligned}}}
などのように書くことができる。後段はルジャンドル多項式を単に単項式として表して二項係数の乗法公式を使えば、漸化式から直ちに得られる。
具体的に最初のいくつかのルジャンドル多項式を挙げれば以下のようになる：
| n  | {\displaystyle P_{n}(x)}                                                                                |
| -- | --- |
| 0  | {\displaystyle 1}                                                                                       |
| 1  | {\displaystyle x}                                                                                       |
| 2  | {\displaystyle \textstyle {\frac {1}{2}}(3x^{2}-1)}                                                     |
| 3  | {\displaystyle \textstyle {\frac {1}{2}}(5x^{3}-3x)}                                                    |
| 4  | {\displaystyle \textstyle {\frac {1}{8}}(35x^{4}-30x^{2}+3)}                                            |
| 5  | {\displaystyle \textstyle {\frac {1}{8}}(63x^{5}-70x^{3}+15x)}                                          |
| 6  | {\displaystyle \textstyle {\frac {1}{16}}(231x^{6}-315x^{4}+105x^{2}-5)}                                |
| 7  | {\displaystyle \textstyle {\frac {1}{16}}(429x^{7}-693x^{5}+315x^{3}-35x)}                              |
| 8  | {\displaystyle \textstyle {\frac {1}{128}}(6435x^{8}-12012x^{6}+6930x^{4}-1260x^{2}+35)}                |
| 9  | {\displaystyle \textstyle {\frac {1}{128}}(12155x^{9}-25740x^{7}+18018x^{5}-4620x^{3}+315x)}            |
| 10 | {\displaystyle \textstyle {\frac {1}{256}}(46189x^{10}-109395x^{8}+90090x^{6}-30030x^{4}+3465x^{2}-63)} |

## 直交性
ルジャンドル多項式の重要な性質の一つは、これらが閉区間 [−1, 1] 上の L2-内積に関して直交すること、即ち以下の式を満たすことである。
{\displaystyle \int _{-1}^{1}P_{m}(x)P_{n}(x)~\mathrm {d} x={2 \over {2n+1}}\delta _{mn}}
ここで δmn はクロネッカーのデルタ、即ち m = n のとき 1 で、それ以外のときは 0 である。すなわち、関数系  {1, x, x2,...} にシュミットの直交化法を適用することによってルジャンドル多項式を導出法とすることが可能である。この直交性により、ルジャンドル多項式系がエルミート微分作用素
{\displaystyle {\mathrm {d}  \over \mathrm {d} x}\left[(1-x^{2}){\mathrm {d}  \over \mathrm {d} x}P(x)\right]=-\lambda P(x)}
の固有値 λ = n(n + 1) に属する固有関数系となるようなスツルム・リウヴィル理論としてルジャンドルの微分方程式を捉えることができる。

## 物理学における応用
ルジャンドル多項式は初め、1782年にアドリアン＝マリ・ルジャンドルにより、ニュートン・ポテンシャル
{\displaystyle {\frac {1}{\left|{\boldsymbol {x}}-{\boldsymbol {x}}^{\prime }\right|}}={\frac {1}{\sqrt {r^{2}+r^{\prime 2}-2rr'\cos \gamma }}}=\sum _{\ell =0}^{\infty }{\frac {r^{\prime \ell }}{r^{\ell +1}}}P_{\ell }(\cos \gamma )}
の展開の係数として定義された。ここに、r, r′ はそれぞれベクトル x, x′ の長さであり、γ はそれらのベクトルのなす角である。上記の級数は r > r′ が満たされる場合に収束し、質点に対応する重力ポテンシャルもしくは点電荷に対応するクーロンポテンシャルを極座標表示する際に用いることができる。このルジャンドル多項式を用いた展開は、例えば連続質量や電荷分布の上でこの展開を積分するときなどに有用である。
ルジャンドル多項式は、空間の無電荷領域における電位に関するラプラス方程式
{\displaystyle \nabla ^{2}\Phi ({\boldsymbol {x}})=0}
を軸対称な（方位角に依存しない）境界条件のもとで、変数分離法を用いて解く際にも登場する。ここで、  を対称軸、θ を観測者の位置と -軸との間の角（天頂角）とするとき、電位は
{\displaystyle \Phi (r,\theta )=\sum _{\ell =0}^{\infty }\left[A_{\ell }r^{\ell }+B_{\ell }r^{-(\ell +1)}\right]P_{\ell }(\cos \theta )}
となる。Aℓ と Bℓ は各問題の境界条件に従って決定される。
三次元における中心力に対するシュレーディンガー方程式を解く際にもルジャンドル多項式は現れる。

### 多重極展開におけるルジャンドル多項式

Figure 2

ルジャンドル多項式は、多重極展開で自然に現れる
{\displaystyle {\frac {1}{\sqrt {1+\eta ^{2}-2\eta x}}}=\sum _{k=0}^{\infty }\eta ^{k}P_{k}(x)}
なる形の関数（記号を少し変えてあるが、上で述べたものと同じ）の展開においても有用である。等式の左辺はルジャンドル多項式の母関数の閉じた形である。
例として、（球座標系での）電位 Φ(r, θ) が z-軸上の点 z = a にある点電荷によるものとすれば、
{\displaystyle \Phi (r,\theta )\propto {\frac {1}{R}}={\frac {1}{\sqrt {r^{2}+a^{2}-2ar\cos \theta }}}}
と書くことができる。観測点 P の半径 r が a より大きければ、電位はルジャンドル多項式を用いて
{\displaystyle \Phi (r,\theta )\propto {\frac {1}{r}}\sum _{k=0}^{\infty }\left({\frac {a}{r}}\right)^{k}P_{k}(\cos \theta )}
と展開することができる。ここでは η = a/r < 1 および x = cosθ と置いた。この展開は通常の多重極展開を行うのに用いられる。
逆に、観測点 P の半径 r が a より小さいならば、電位を上記のようにルジャンドル多項式展開することはできるが、a と r とは入れ替わる。この展開は内部多重極展開 (interior multipole expansion) の基本となる。

## その他の性質
ルジャンドル多項式は対称または反対称、即ち
{\displaystyle P_{n}(-x)=(-1)^{n}P_{n}(x)}
を満たす。
微分方程式と直交性はスケール変換に依らない性質だから、ルジャンドル多項式はその定義において適当に定数倍して
{\displaystyle P_{k}(1)=1}
を満たすように「標準化」される（「正規化」とも言うが、実際にノルムが 1 というわけではないので紛らわしい）。端点における微分係数は
{\displaystyle P_{k}'(1)={\frac {k(k+1)}{2}}}
で与えられる。既に述べたとおり、ルジャンドル多項式はボネの漸化式と呼ばれる三項間漸化式
{\displaystyle (n+1)P_{n+1}(x)=(2n+1)xP_{n}(x)-nP_{n-1}(x)}
と、公式
{\displaystyle {\frac {x^{2}-1}{n}}{\frac {\mathrm {d} }{\mathrm {d} x}}P_{n}(x)=xP_{n}(x)-P_{n-1}(x)}
に従うが、これらから得られる等式
{\displaystyle (2n+1)P_{n}(x)={\frac {\mathrm {d} }{\mathrm {d} x}}\left[P_{n+1}(x)-P_{n-1}(x)\right]}
ルジャンドル多項式の積分に有効である。これを繰り返し用いて
{\displaystyle {\frac {\mathrm {d} }{\mathrm {d} x}}P_{n+1}(x)=(2n+1)P_{n}(x)+(2(n-2)+1)P_{n-2}(x)+(2(n-4)+1)P_{n-4}(x)+\dotsb }
あるいは同じことだが、
{\displaystyle {\mathrm {d}  \over \mathrm {d} x}P_{n+1}(x)={2P_{n}(x) \over \|P_{n}(x)\|^{2}}+{2P_{n-2}(x) \over \|P_{n-2}(x)\|^{2}}+\dotsb }
が得られる。ただし、ǁPn(x)ǁ は閉区間 [−1, 1] 上のノルム
{\displaystyle \|P_{n}(x)\|={\sqrt {\int _{-1}^{1}(P_{n}(x))^{2}\,\mathrm {d} x}}={\sqrt {\frac {2}{2n+1}}}}
である。ボネの漸化式から帰納的に陽な表現
{\displaystyle P_{n}(x)=\sum _{k=0}^{n}(-1)^{k}{\binom {n}{k}}^{2}\left({\frac {1+x}{2}}\right)^{n-k}\left({\frac {1-x}{2}}\right)^{k}}
が得られる。ルジャンドル多項式に対するアスキー-ギャスパーの不等式は
{\displaystyle \sum _{j=0}^{n}P_{j}(x)\geq 0\qquad (x\geq -1)}
を導く。

## ずらしルジャンドル多項式
ずらしルジャンドル多項式 (shifted Legendre polynomial) は
{\displaystyle {\tilde {P}}_{n}(x)=P_{n}(2x-1)}
で定義される。ここで、ずらし写像（実はアフィン変換）x ↦ 2x − 1 は、区間 [0, 1] を区間 [−1, 1] へ写す全単射として選ばれたもので、それゆえ多項式系 n(x) の区間 [0, 1] 上での直交性
{\displaystyle \int _{0}^{1}{\tilde {P_{m}}}(x){\tilde {P_{n}}}(x)\,\mathrm {d} x={1 \over {2n+1}}\delta _{mn}}
が従う。ずらしルジャンドル多項式の明示式は
{\displaystyle {\tilde {P_{n}}}(x)=(-1)^{n}\sum _{k=0}^{n}{n \choose k}{n+k \choose k}(-x)^{k}}
で与えられる。ロドリゲスの公式のずらしルジャンドル多項式版は
{\displaystyle {\tilde {P_{n}}}(x)={\frac {1}{n!}}{\mathrm {d} ^{n} \over \mathrm {d} x^{n}}\left[(x^{2}-x)^{n}\right]}
となる。ずらしルジャンドル多項式の最初の方のいくつかは以下のようになる。
| n | {\displaystyle {\tilde {P_{n}}}(x)}   |
| - | ------------------------------------- |
| 0 | 1                                     |
| 1 | {\displaystyle 2x-1}                  |
| 2 | {\displaystyle 6x^{2}-6x+1}           |
| 3 | {\displaystyle 20x^{3}-30x^{2}+12x-1} |

## ルジャンドル陪多項式
非負整数 k、m で
k ≧ m
を満たすものに対し、ルジャンドル陪多項式Pkm(t) を
{\displaystyle P_{k}{}^{m}(t)={\frac {1}{2^{k}}}(1-t^{2})^{m/2}\sum _{j=0}^{\lfloor (k-m)/2\rfloor }{(-1)^{j}(2k-2j)! \over j!(k-j)!(k-2j-m)!}t^{k-2j-m}}　　
と定義する。Pkm(t) はルジャンドルの陪微分方程式
{\displaystyle (1-t^{2})y''(t)-2ty'(t)+\left(k(k+1)-{m^{2} \over 1-t^{2}}\right)y(t)=0}
の解である。なお、ルジャンドルの陪微分方程式は k ≧ m を満たすときのみ解を持つことが知られている。また、Ykm (θ, φ) の定義における係数は、後述するノルムが 1 になるよう選んだものである。
Pkm(t) とルジャンドル多項式 Pk(t) は以下の関係を満たす：
{\displaystyle P_{k}{}^{m}(t)=(1-t^{2})^{m/2}{\frac {\mathrm {d} ^{m}P_{k}(t)}{\mathrm {d} t^{m}}}}